# シナカルセト
シナカルセト（Cinacalcet）はカルシウム受容体作動薬であり、二次性副甲状腺機能亢進症または副甲状腺癌等に伴う高カルシウム血症の治療に用いられる。その作用はアロステリックである。商品名レグパラ。

## 効能・効果
シナカルセトは末期腎不全における二次性副甲状腺機能亢進症（パラトルモン上昇）の治療に使用される。また副甲状腺癌または原発性副甲状腺機能亢進症（副甲状腺摘出不能または術後再発）による高カルシウム血症の治療に用いることもできる。米国で2004年3月に承認された後、日本でも2007年10月に「維持透析下の二次性副甲状腺機能亢進症」について承認取得し、2014年2月に「副甲状腺癌における高カルシウム血症、副甲状腺摘出術不能または術後再発の原発性副甲状腺機能亢進症における高カルシウム血症」について適応追加、2015年2月に剤形追加された。
透析下の末期腎不全に伴う二次性副甲状腺機能亢進症の治療においては、腎不全による死亡率を改善するものではない。副甲状腺摘出術の必要性を減少させるが、低カルシウム血症による問題を顕在化させる。

## 慎重投与
- 低カルシウム血症を悪化させることがあるので、同症を有する患者には慎重投与とされており、目安として血中Ca2+濃度9.0mg/dL以上と添付文書に明記されている。低カルシウム血症に禁忌とされている国もある。いずれの場合でも、Ca2+濃度7.5mg/dL未満の患者には投与すべきではない。低カルシウム血症の症状は、痺れ、筋痛、筋痙攣、テタニー、（全身）痙攣である。Ca2+濃度が8.0mg/dLになり、かつ/または低カルシウム血症の症状が消失してから投与を開始すべきである[6]。
- 痙攣発作またはその既往歴のある患者の場合は、痙攣発作を誘発する場合がある。
- 肝機能障害のある患者の場合は、血中濃度が上昇する。
- 消化管出血・消化管潰瘍またはその既往歴のある患者の場合は、症状を誘発、悪化させる場合がある。

## 副作用
添付文書に記載されている重篤な副作用は、低カルシウム血症・血清カルシウム減少(13.7%)、QT延長(5.3%)、消化管出血、消化管潰瘍、意識レベル低下(0.2%)、一過性意識消失(0.2%)、突然死(0.3%)である。そのほか、5%以上に発現する副作用は、悪心、嘔吐、胃不快感、食欲不振、腹部膨満である。
高齢者（65歳以上）に投与すると、副作用 (特にQT延長) が増加するとされている。
小児での安全性を確認する臨床試験が実施されていたが、14歳の患者が死亡した事により中止された。

## 過量投与
シナカルセト過量投与時の症状は、低カルシウム症状と同じである。
- 灼熱感
- ヒリヒリする痛み
- 唇、舌、指、足先の異常感
- 筋肉痛または痙攣
- 手、足、顔面、喉の筋肉の突然の強張り
- 痙攣発作

## 相互作用
シナカルセトは強力なCYP2D6阻害効果を持ち、一部がCYP3A4やCYP1A2で代謝される。CYP3A4やCYP1A2の阻害効果のある薬剤やCYP2D6で代謝される薬剤を投与されている患者に用いる場合には、用量調節が必要である。

## 用量調節
シナカルセトは日本国内では12.5mg、25mg、75mgの錠剤が入手可能である。1日投与量は投与開始時は25mg×1回/日から始めて25〜100mg/日まで（二次性副甲状腺機能亢進症の場合）、または25mg×2回/日から始めて25mg×2回/日〜75mg×4回/日まで（副甲状腺癌または原発性副甲状腺機能亢進症の場合）の範囲で調節する。薬剤の吸収性の観点から、食後に服用することが望ましい。
米国および豪州では30mg、60mg、90mgの錠剤が市販されている。錠剤は割錠、粉砕したり口腔内で崩壊させてはならない。

## モニタリング
透析中の末期腎不全における二次性副甲状腺機能亢進症
まず未治療の状態で 副甲状腺ホルモン(PTH)を測定すべきである。また薬剤服用後12時間以内に測定しても意味がない。投与開始後または用量変更後は4週間に1回のPTH測定が必要である。維持投与量決定後1〜3ヶ月継続して測定する。血中Ca2+濃度および血中P（リン）濃度は、シナカルセト投与開始後または用量変更後1週間以内に測定すべきである。シナカルセト維持量決定後は、カルシウム測定は1ヶ月に1回実施する。
副甲状腺癌または原発性副甲状腺機能亢進症
血中Ca2+濃度はシナカルセト投与開始後または用量変更後1週間の時点で測定し、維持投与量決定後は2週間毎に1回測定すべきである。

## 妊婦または授乳婦での安全性
妊婦
シナカルセトは米国では Category C である。妊婦を対象とした充分に制御された臨床試験は存在しない。動物実験 (ラットおよびウサギ) で胎盤を通過することが報告されている。従って、投与の有益性が胎児へのリスクを上回ると考えられる場合にのみ投与すべきである。
授乳婦
授乳婦を対象とした臨床試験は存在しない。動物実験 (ラット) で乳汁中に移行し、授乳期新生児の体重増加抑制が認められているが、ヒト乳汁中に移行するか否かは確認されていない。

## 作用機序
シナカルセトはカルシウム様の作用を持つ。すなわち、様々なヒト組織中に存在するカルシウム受容体に対してカルシウムと同様に振る舞う。副甲状腺（上皮小体）の主細胞に存在するカルシウム受容体は、副甲状腺ホルモン（パラトルモン、PTH）の調節を担っている。シナカルセトは副甲状腺のカルシウム受容体の感受性を亢進させ、PTH量を減少させる事で、血中Ca2+濃度を低下させる。言い換えれば、受容体の活性がシナカルセトで亢進しているので、より少量のカルシウムに反応する様になり、主細胞へのフィードバック閾値が下がり、PTHが減少するという事である。